# André Boniface
André Boniface (Montfort-en-Chalosse, 4 agosto 1934 – Bayonne, 8 aprile 2024) è stato un rugbista a 15 e allenatore di rugby a 15 francese, tre quarti centro / ala della Francia che vinse i suoi primi Tornei del Cinque Nazioni.

## Biografia
Originario delle Landes, crebbe nel suo club cittadino, L'U.S. Montfort; passato al Dax a 17 anni nel 1952, vi rimase pochi mesi prima di passare al Mont-de-Marsan, con il quale vinse un campionato francese nel 1963 e tre Coppe di Francia consecutive dal 1960 al 1962, andando a costituire tuttora il palmarès di tale club.
Esordì in Nazionale nel corso del Cinque Nazioni 1954, in occasione della prima vittoria della Francia nel Torneo, sebbene a pari merito di Galles e Inghilterra; qualche anno più tardi disputò il suo primo incontro internazionale in coppia con suo fratello Guy, anch'egli tre quarti centro, il 12 luglio 1961 ad Auckland contro la Nuova Zelanda; nacque così la coppia che i francesi chiamarono les Boni; i due fratelli disputarono insieme 17 incontri in Nazionale, compreso l'ultimo per entrambi, il match del Cinque Nazioni 1966 contro il Galles.
Quando nel 1968 Guy morì per un incidente stradale, André Boniface lasciò il rugby attivo e passò a guidare le giovanili del Mont-de-Marsan.
Ritiratosi in seguito anche dall'attività tecnica, continuò la sua professione di commerciante di articoli sportivi.
Nel 2005, per il suo contributo alla disciplina, fu ammesso nella International Rugby Hall of Fame; analogo riconoscimento gli fu riservato nel 2011 dall'International Rugby Board.

## Palmarès
- Campionati francesi: 1
Mont-de-Marsan: 1962-63
- Coppe di Francia: 1
Mont-de-Marsan: 1959-60, 1960-61, 1961-62